# ويليام كريغ
ويليام كريغ هو سياسي كندي، ولد في 12 أغسطس 1840، وتوفي في 10 يناير 1918. انتخب عضو الجمعية الوطنية في كيبك ‏.